# Nguyễn Văn Nghi
Nguyễn Văn Nghi (1905–1942), thường gọi Ba Nghi, là một nhà cách mạng Việt Nam, nguyên Bí thư Thành ủy Sài Gòn.

## Cuộc đời
Nguyễn Văn Nghi sinh năm 1905 trong một gia đình nghèo ở xóm Giỏ Ngói, quận Gò Vấp, tỉnh Gia Định (nay nằm trong khuôn viên Bệnh viện Quân y 175, phường 3, quận Gò Vấp, Thành phố Hồ Chí Minh). Khi lớn lên, ông theo anh trai Nguyễn Văn Dung làm công nhân ở xưởng Ba Son với vị trí thợ đúc. Năm 1925, cùng với Lê Văn Lưỡng, Tăng Văn Tư và Nguyễn Văn Năm, ông tham gia ban lãnh đạo cuộc bãi công của một nghìn công nhân xưởng Ba Son do Tôn Đức Thắng lãnh đạo.
Đầu năm 1930, ông cùng anh trai gia nhập chi bộ cộng sản của Đông Dương Cộng sản Liên đoàn, do Hải Thanh làm Bí thư. Đến giữa năm thì chi bộ bị vỡ, các đồng chí trong chi bộ đều bị bắt giữ, chỉ còn hai anh em ông âm thầm tuyên truyền vận động công nhân và tìm cách liên lạc với Thành ủy Sài Gòn – Chợ Lớn thuộc Đảng Cộng sản Đông Dương.
Đầu năm 1933, ông được kết nạp vào Đảng Cộng sản Đông Dương, đảm nhiệm vai trò Bí thư chi bộ xưởng Ba Son. Dưới sự lãnh đạo của ông, Chi bộ Ba Son trở thành một chi bộ mạnh, ảnh hưởng lan tỏa ra các vùng Thị Nghè, Bà Quẹo, Bà Điểm,... Năm 1934, ông được cử tham gia Xứ ủy Nam Kỳ. Khoảng cuối năm 1936 đầu năm 1937, ông được bầu vào Thường vụ Xứ ủy, được Xứ ủy đứng đầu là Bí thư Xứ ủy Võ Văn Tần giao trọng trách làm Bí thư Thành ủy Sài Gòn, kiêm Bí thư chí bộ Ba Son. Do khối lượng công tác quá lớn, nên sau một thời gian, Xứ ủy phải cử Nguyễn Thị Minh Khai đến làm Bí thư Thành ủy, còn ông tiếp tục lãnh đạo chi bộ. Trong những năm 1936–1939, ông đã tham gia lãnh đạo nhiều cuộc đấu tranh của công nhân và nhân dân lao động trong thành phố.
Tháng 3 năm 1940, ông bị thực dân Pháp bắt khi đang đi làm, lần lượt giam ở bót Catinat, Khám lớn và cuối cùng đày đi Côn Đảo. Ngày 9 tháng 9 năm 1942, ông tử nạn ở nhà tù Côn Đảo.

## Vinh danh
Tên của ông được đặt cho một con đường (tên cũ là đường Gia Long) và một ngôi trường cấp hai ở quê nhà Gò Vấp.